# 佐久間正英
佐久間 正英（さくま まさひで、1952年〈昭和27年〉2月29日 - 2014年〈平成26年〉1月16日）は、日本のミュージシャン、作曲家、音楽プロデューサー。既婚。

## 概要
1970年代にプログレッシヴ・ロック・バンドの四人囃子、ニュー・ウェイヴ・テクノポップ・バンドのプラスチックスのメンバーとして活動。プラスチックスのライブ後に屋根裏で平沢進からサウンド面のプロデュースを紹介され、ニュー・ウェイヴ・テクノ・ポップバンドP-MODELにて初のプロデュースを行う。その後、音楽プロデューサーとしてBOØWY、THE STREET SLIDERS、THE BLUE HEARTS、GLAY、JUDY AND MARY、エレファントカシマシ、くるりなど、数々のアーティストのプロデュースを手掛ける。2010年までの31年間で約144組のアーティストをプロデュース。
テレビ番組やCMの音楽、映画音楽などを制作するかたわら、ソロ・アーティストとして4枚のオリジナル・アルバムをリリースしている。また、JUDY AND MARY のYUKI、The B-52'sのケイト・ピアソン、元JAPANのミック・カーン等と結成したユニットNiNa、音楽の道を目指すきっかけになった元ジャックスの早川義夫と結成したCes Chiens（セ・シアン）、土屋昌巳、ミック・カーン、屋敷豪太、ビビアン・スーと共に活動したThe d.e.p、佐久間本人が長年抱いて来た“理想のバンド”構想を実現すべく、若菜拓馬、星山哲也、砂山淳一、佐久間音哉らと結成したunsuspected monogramなど、他アーティストとのコラボレーションも積極的に行う。
ローランド・TR-808の開発に携わる。
「Journeyman」「TopDog」というエレキギター、ベースのブランドを立ち上げ、GLAYのメンバーなどに提供した。
2010年にはレコード会社「CircularTone Records」（サーキュラー・トーン・レコーズ）を設立。アーティストの待遇改善を目指し、利益分配率をアーティストとレコード会社で50:50に設定した。
過去にはストリングスアレンジを手掛けた楽曲もあり、山下達郎の「あまく危険な香り」が最も有名である。

## 作風
プロデューサーとしては自分の色を強く出していくアーティスト・タイプではなく、アーティストの個性を尊重しつつ全体像を客観的に捉えて相手や楽曲に合わせていく調整型で、そのプロデュース哲学は「エゴや自意識が出たら負け。プロデューサーがやったと思われたらおしまい。音楽はアーティストのものであってプロデューサーのものではない」というもの。「スタジオでの僕の仕事はアーティスト本人たちが"やりたい"と望んでいることを理解して、『この人はきっとこうしたいのにできないんだな』と受け止めて、その上で現実に"やっていること"とのギャップを精神的なことを含めて埋めてあげる環境整理的な作業」であり、「プロデューサーはミュージシャンにとってセラピスト的な役割になれるようにする」「自分自身のカラーは極力出さないようにしています」と繰り返し述べていた。
かつて「売れたくないと思っているアーティストには、売れないようにプロデュースすることもある」「ヒット曲であることと曲として良質であることは別物」と語っていたこともある。
プロデューサーとしての仕事は第1にアーティストがやりたい事を最大限実現できるようにすることであって、意図的に「売れさせよう」とやっている訳ではなく、聞いている人の耳が自然に向くように音楽的に「聞きやすく」している。そういう経緯もあり、佐久間が今まで関わった仕事はロック・パンク・ポップスと統一性に欠けていたが、逆にそれが幸いしてTHE BLUE HEARTS・早川義夫とも深く関わることができた。
バンドをプロデュースする際には、「バンド側のサウンドの方向性・アレンジの方針が固まっていて、それをレコーディングスタジオでどう良くしていくか」を基本方針としている。編曲を依頼された時には、アイディアは出すが、佐久間自身はアイディアを教える程度に留めて、バンドの意向を尊重する様にしている。
まず最初に行うことは、ギターのカッティングと弦の押さえ方・ピックの持ち方・チューニングの仕方・弦の張り方、ドラムの椅子の高さ・スティックの持ち方を何故そういう決まりなのかを1から理由を説明して、教え直す所から始めている。
ミュージシャンとしては四人囃子ではベーシスト、プラスチックスではキーボーディスト、また氷室京介や黒夢などの作品ではギタリストとしての顔も持つマルチプレイヤー。
佐久間が提唱した「佐久間式ピッキング法」とも呼ばれる逆アングルピッキングは、BOØWYの松井常松、GLAYのJIRO、黒夢の人時など、プロ・アマ問わず多くのプレイヤーに影響を与えた。

## 人物
アイドルグループ・乃木坂46の元メンバーの生田絵梨花は、親戚（生田の父親といとこ）にあたる（のちに、乃木坂46のシングル『バレッタ』収録映像の中で共演した）。
死の2年半前、2011年3月11日、未曾有の大災害東日本大震災発生時に、初めてBOØWYに対する思いをブログ上に告白し、全盛期のプロデューサーであった自分自身が最も再結成を望んでいる胸の内を明かした。しかし、生前彼らが再結集することは叶わず、2014年に氷室京介がライブ活動の完全終了を宣言するなどしたこともあり、さらにその実現は困難となった。

## 略歴
母親は広島の出身で、戦前広島市舟入にあった少女歌劇に在籍。大日本帝国海軍士官だった父親と終戦と共に逃げるように東京に出て来たという。三味線の師匠だった母から音楽的な影響を受ける。
小学1年生の頃からピアノを習い、それを皮切りに笛・ハーモニカ・木琴・アコーディオン等器楽演奏で使われる楽器を担当する。中学校から本格的に、ブラスバンドに入って、トランペット・ギターを自発的に始める。そのおかげで、オーボエ・ファゴット以外の楽器はある程度自分でもこなせる様になる。弾き方は母・友達・先輩にある程度教えてもらっていたが、器楽・作曲・コード・オーケストレーションは「クラシック一辺倒」の教え方に嫌悪感を抱いていたため、独学で独自に解釈していった。
東京都立杉並高等学校に在学していた頃から音楽家を志していたが、「その為には音楽バカになってはまずい。音楽より人間のことを知らなければいけない」と考えて、和光大学人文学部人間関係学科に進学、心理学を専攻した後に卒業。
大学生の時にいくつかやっていたバンドの一つで吉田拓郎や六文銭を抱える事務所に所属。そこで一緒だった茂木由多加とあらたにキーボード・トリオのミスタッチを結成する。
1975年、四人囃子に加入。先にバンドに入っていた茂木から、脱退したベーシストの後任として呼ばれての参加だった。その後、バンドのフロントマンだった森園勝敏の脱退に伴い、楽曲の多くを手がけるようになる。1978年に脱退するまで4枚のアルバムを発表する。また、作曲家・編曲家・セッションミュージシャンとして個人活動も開始する。
1978年、プロデュースする機会を窺っていたプラスチックスにベーシストとして誘われて加入。しかしほぼ素人だった他のメンバーとは技術的な差が大きすぎたことと、当時バンドで使用していたリズムボックスと合わないということで生楽器ではなくシンセサイザーで参加することにした。1981年に脱退するまで3枚のアルバム、シングルを発表し、数回にわたるワールドツアー（全米、ヨーロッパ）を行う。この頃よりCM音楽の作曲も始め、同時に歌謡曲、ポップス等の作曲・編曲家としての仕事も多くなる。
1979年、P-MODELの1stアルバム「IN A MODEL ROOM」をプロデュース。これ以前にもCM音楽の制作・他のアーティストの楽曲のアレンジ等プロデュース的な仕事は行っていたものの、佐久間本人が公式に「プロデューサーとしての仕事」と認めるのはこれが最初。以後、本格的にプロデューサーとしての活動を開始する。また、香港映画『ドランクモンキー 酔拳』の日本向け主題歌「拳法混乱〜カンフージョン」を作曲したのを機に、映画音楽も手がけるようになる。
1984年、初のソロ・アルバム『LISA』をVICTOR/JVCより発表。同年11月、自身の活動拠点としてブイ・エフ・ブイスタジオをエンジニア/プロデューサーの小野誠彦と設立。
1985年、プラスチックスを気に入っていた布袋寅泰の推薦でBOØWYのプロデュースを行う。以後、プロデュースの仕事が圧倒的に増える。
1989年、活動休止から再始動した四人囃子に参加。
1991年3月、ソロ・アルバム『in a garden』『REPLAY』の2枚を東芝EMIよりリリース。7月、新たなスタジオdog house studioを開設。
1992年4月、ソロ・アルバム『Sane Dream』を東芝EMIからリリース。
1994年、JUDY AND MARYをプロデュース開始。modern greyをプロデュース。
1995年、オファーを受けてGLAYをプロデュース。
1998年、Hysteric Blueをプロデュース。基本的にオファーされてプロデュースする佐久間が、デモ･テープを聴いて自分の方から声をかけ、自らサポートベーシストとして参加。
1999年、ミュージシャン・プロデューサーとしてNiNaに参加、Sony Recordsからシングルとアルバムをリリース。
2001年、佐久間が中心となってThe d.e.pを結成、同年5月9日アルバム『地球的病気』を発売。
2003年、佐久間が憧れていたという元ジャックスの早川義夫とユニットCes Chiensを結成。
2005年、映画『Bandage』の音楽を手掛ける。2006年公開の予定であったが、制作中止となった。
2008年、unsuspected monogramを結成、不定期ながらライブを行っていた。このバンドではギタリストとして活動。
2010年、C4のTOKIとGLAYのTAKUROのコラボレーションユニット"STEALTH"のアルバム『Arstromeria』に参加。
2010年2月19日より、"Goodnight_to_followers"、通称"おやすみ音楽"として毎晩、曲を作成しネット上に無料でアップロードしていた。"いつまで続けるかはわからない。"としながらも500夜、700夜、1001夜達成の節目節目にライブを開催。連続アップロードは2013年3月5日の1111夜で一旦終了し、その後は「気が向いた時」に作りたいとしていたが、結果的には2013年3月15日の1112夜目が最後となった。同年、レコード会社「CircularTone Records」を設立。
2012年4月12日、佐久間の還暦を祝うライブイベント「The Party 60」が開催される。その場でボーカルゆあさみちるとの2人組ユニット・blue et bleuを、プロデューサーにdip in the poolの木村達司を迎えて近々作品制作に入ることを発表。
2013年8月9日、自身の公式サイトにて末期のスキルス胃がんであることを公表。翌2014年1月16日午前2時27分死去、61歳没。同年1月20日、息子でミュージシャンの佐久間音哉により死去が公表される。奇しくも自身が作品に参加した"STEALTH"の1st LIVEが収められたDVD『Affection of "Arstromeria"』の発売日であり、アルバムではウラニーノのアルバムプロデュースが最後となった。墓所は八王子市の富士見台霊園。
2014年3月5日に遺作「Last Days」を含むコンピレーションアルバム『SAKUMA DROPS』が発売。
2015年1月21日、佐久間正英が遺したプロジェクト・blue et bleuのミニ・アルバム『blue et bleu』が発売される。
2024年、佐久間の没後10年目の命日である1月16日に"STEALTH"のリブートアルバム『Arstromeria-PROCEED-』への参加が発表され、同年4月に発売された。

## 作品

### ソロ・アルバム
| #   | 発売日               | タイトル                | レーベル                   | 備考 |
| --- | -------------------- | ----------------------- | -------------------------- | ---- |
| 1st | 1984年10月21日       | LISA                    | ビクターエンタテインメント |      |
| 1st | 2014年4月2日（再発） | LISA                    | ビクターエンタテインメント |      |
| 2nd | 1991年3月27日        | in a garden〜創造の庭で | 東芝EMI                    |      |
| 2nd | 2014年4月2日（再発） | in a garden〜創造の庭で | ユニバーサルミュージック   |      |
| 3rd | 1991年3月27日        | REPLAY〜再生            | EMIミュージック・ジャパン  |      |
| 3rd | 2014年4月2日（再発） | REPLAY〜再生            | ユニバーサルミュージック   |      |
| 4th | 1992年4月22日        | SANE DREAM〜正気の夢    | EMIミュージック・ジャパン  |      |
| 4th | 2014年4月2日（再発） | SANE DREAM〜正気の夢    | ユニバーサルミュージック   |      |

### オムニバス
|   | 発売日       | タイトル     | レーベル                   | 備考 |
| - | ------------ | ------------ | -------------------------- | --- |
| - | 2014年3月5日 | SAKUMA DROPS | ビクターエンタテインメント | これまでの佐久間正英プロデュース作品から佐久間自ら選曲した33曲に、遺作となった新曲「Last Days」を含む全34曲収録。 |

### サウンドトラック
|   | 発売日         | タイトル                                       | レーベル                       | 備考 |
| - | -------------- | ---------------------------------------------- | ------------------------------ | --- |
| - | 1984年         | 映画「五福星」サウンド・トラック               | ポニーキャニオン               | 映画"五福星"の日本版オリジナル・サウンドトラック。 デビューしたての"陣内孝則"が歌った主題歌, 佐久間正英が手掛けた挿入曲収録。 |
| - | 1987年12月10日 | 映画「七福星」オリジナル・サウンドトラック     | ワーナーミュージック・ジャパン | |
| - | 2000年9月6日   | 映画版「未来日記」オリジナル・サウンドトラック | UNLIMITED RECORDS/mustard      | |

### 音楽担当作品
- 崔洋一監督作品
  - 月はどっちに出ている
  - 花のあすか組!
  - 黒いドレスの女
- その他日本映画
  - 里見八犬伝
  - 映画版 未来日記
  - 略奪愛
  - 螢
  - コータローまかりとおる!
- 日本国外の映画
  - 五福星 - 日本公開版。
  - 七福星 - 日本公開版。
- アニメ
  - YAWARA! それゆけ腰ぬけキッズ!!
- テレビ
  - エデンの街 〜The Megalopolis EDEN〜

## プロデュース
- アーバンギャルド
- Avaivartika
- アカツキ.
- UP-BEAT
- unsuspected monogram
- あんどうゆみこ(安東由美子)
- 175R
- 宇崎竜童
- ウラニーノ
- AIR DRIVE
- HY
- エレファントカシマシ
  - 宮本浩次
- オーノキヨフミ
- OverTheDogs
- かの香織
- cune
- 筋肉少女帯
  - 大槻ケンヂ
- Crybaby
- くるり
- GLAY
- Galla
- 黒夢
- Psycho le Cemu
- サクラメリーメン
- ZI:KILL
- ZIGZO
- Sugar Salt
- JUDY AND MARY
- JUN SKY WALKER(S)
- ジョージ☆池添
- SKIN
- 鈴木紗理奈
- THE STREET SLIDERS
  - 土屋公平
- stray
- SPEAK
- ZELDA
- ソウル・フラワー・ユニオン
- 貴水博之
- ぢ・大黒堂
- 辻仁成
- dip in the pool
- De-LAX
- テレサ・テン
- TOKIO
- DOG FIGHT
- Tracy
- 根津甚八
- パール兄弟
- BY-SEXUAL
- hachi
- 早川義夫
- PIERROT
- Hysteric Blue
- 栄喜
- ピンクパンダー
- THE BLUE HEARTS
  - 真島昌利
- フロウズン
- VERY VERY IRON
- BOØWY
  - 氷室京介
  - 松井常松
- P-MODEL
- modern grey
- UNISON SQUARE GARDEN
- RAZZ MA TAZZ
- L'Arc〜en〜Ciel
- RIO
- Λucifer
- LONELY↑D
- wyse
- 渡辺美里
- N'夙川BOYS

## 評価
「始めてのレコーディングの時に教えてもらったのが、ギターやベース等の初歩的な楽器の弾き方だったんです。正に『ミュージシャン虎の穴』みたいな感じ（笑）。佐久間さんは、アーティストの持ってる個性や可能性を引き出してくれる方なんです」（恩田快人）
「佐久間さんはとにかく耳がすごい。リズムだって、1000分の1単位まで聞き分けられる。自分が欲しい音があると、玩具のプラスチックケースにビーズを入れたりして、勝手に楽器を作っちゃうんです」（横山達郎）
「佐久間さんは決して売れ線の音を作るのが得意なわけではなく、バンドの特性を見極めることに長けてるわけ。しかもバンドの子達の気持ちを思い遣って、『キミらのサウンドスタイルだったらこの音はいらない』『無理にヘヴィな音にしなくても、この曲はボーカルのメロディで引っ張れるから大丈夫』等、的確なアドバイスをくれる。しかもその助言に従ってみたら、バンドのスキルも作品の質も向上した上にヒットまでしてしまう。説得力あるよね」「やっぱりヴィジュアル系が大好きだからヴィジュアル系っぽい音にこだわるGLAYに対して、佐久間さんは頭ごなしにその思い違いを否定するのではなく、『じゃあ、この曲はそれでやってみよう』って実際にやらせてみて、『なんか似合わないよね、やめようか』みたいにアドバイスする。的確だしわかりやすいから、どんなバンドでも素直に受け入れられるよね。だからヴィジュアル系バンドのプロデューサーの条件は彼のような『懐の深い大人』『経験豊富な大人』『私利私欲が薄い人』です」（市川哲史）

## 出版物
- 「直伝指導! 実力派プレイヤーへの指標」（リットーミュージック、2013年5月24日）

## テレビ出演
- ハロー・グッバイの日々〜音楽プロデューサー佐久間正英の挑戦〜（2013年12月26日、NHK総合）[31]
- そして音楽が残った〜プロデューサー・佐久間正英 “音と言葉”〜（2014年4月11日、NHK総合）[32]